# Imke Courtois
Imke Courtois est une joueuse de football belge née le 14 mars 1988 à Louvain (Belgique).  Elle a joué au DVC Eva's Tirlemont et au KFC Rapide Wezemaal et au Standard de Liège.
Elle arrête sa carrière de footballeuse en juillet 2017, après l'Euro, pour se consacrer à sa vie professionnelle.
Après sa carrière, elle devient chroniqueuse et consultante football pour la chaîne flamande Sporza. Elle couvre essentiellement les équipes nationales féminines et masculines. 

## Palmarès
- Championne de Belgique (10) : 2005 - 2006 - 2007 - 2011 - 2012 - 2013 - 2014 - 2015 - 2016 - 2017
- Championne de Belgique et des Pays-Bas (1) : 2015
- Championne de Belgique D1 (1) : 2016
- Championne de la Province de Liège (1) : 2014
- Vainqueur de la Coupe de Belgique (3) : 2007 - 2012 - 2014
- Finaliste Coupe de Belgique (1) : 2006
- Vainqueur de la Super Coupe de Belgique (2) : 2011 - 2012
- Vainqueur de la BeNe SuperCup (2) : 2011 - 2012
- Doublé Championnat de Belgique-Coupe de Belgique (2) : 2012 - 2014
- Doublé Championnat de Belgique-Super Coupe de Belgique (1) : 2011
- Triplé Championnat de Belgique-Coupe de Belgique-Super Coupe de Belgique  (1) : 2012
- Quadruplé Championnat de Belgique-Coupe de Belgique-Super Coupe de Belgique-BeNe SuperCup   (1) : 2012

### Bilan
- 19 titres

## Statistiques

### Coupe UEFA
- De 2004 à 2008 : 17 matchs, 2 buts avec le KFC Rapide Wezemaal
- 2008: 3 matchs avec le DVC Eva's Tirlemont

### Ligue des Champions
- De 2011 à 2016 : 8 matchs avec le Standard de Liège

## Cinéma
Elle apparaît, dans un petit rôle (l'amie de Sharon), dans le film Loft.